# Kościół św. Anny w Szubinie
Kościół świętej Anny – obecnie nieużytkowana świątynia znajdująca się w Szubinie, w województwie kujawsko-pomorskim. 
Świątynia została wzniesiona pod koniec XIX wieku i ukończona razem z rozpoczęciem w 1890 roku działalności Zakładu dla Młodzieży Męskiej zaniedbanej moralnie (obecnie Zakład Poprawczy). Kościół, który należał do zakładu, służył młodzieży aż do wybuchu II wojny światowej. W tym czasie odprawiane były w nim nabożeństwa dla jeńców alianckich, którzy byli więzieni w obozie, znajdującym się na terenie zakładu. 
Kościół był użytkowany przez mieszkańców Szubina do końca lat 60. XX wieku. Potem został zamknięty i tak zaczął systematycznie popadać w ruinę.
Po zakończeniu II wojny światowej kościół rzymskokatolicki starał się o przejęcie świątyni pod swoją opiekę. Jednak pomimo przychylności kierownictwa Zakładu poprawczego było to w ówczesnych czasach komunizmu niemożliwe. Dopiero w ostatnich latach mała działka razem z kościołem przeszła na własność parafii Św. Andrzeja Boboli. 
Jest to budowla wybudowana w stylu neogotyckim z czerwonej cegły i posiada wieżyczkę.